# Coppenbrügge
Coppenbrügge är en kommun och ort i Landkreis Hameln-Pyrmont i förbundslandet Niedersachsen i Tyskland.
De tidigare kommunerna  Bäntorf, Behrensen, Bessingen, Bisperode, Brünnighausen, Diedersen, Dörpe, Harderode, Herkensen, Hohnsen och Marienau uppgick i Coppenbrügge  1 januari 1973.